# إسحاق هودسون (مهندس معماري)
إسحاق هودسون (بالإنجليزية: Isaac Hodgson)‏ هو مهندس معماري أمريكي، ولد في 16 ديسمبر 1826 في بلفاست في المملكة المتحدة، وتوفي في 17 مايو 1909 في منيابولس في الولايات المتحدة.

## معرض صور

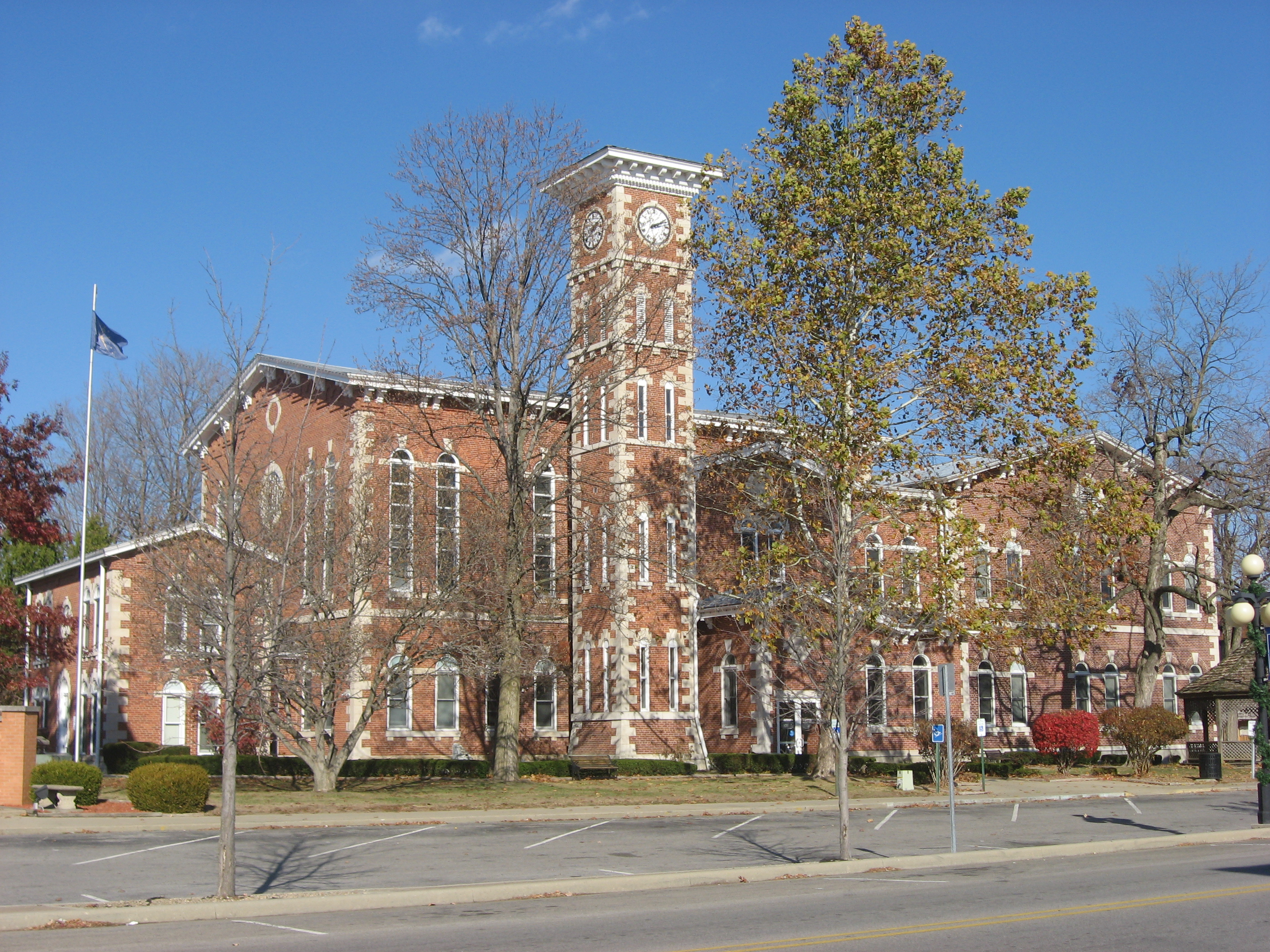
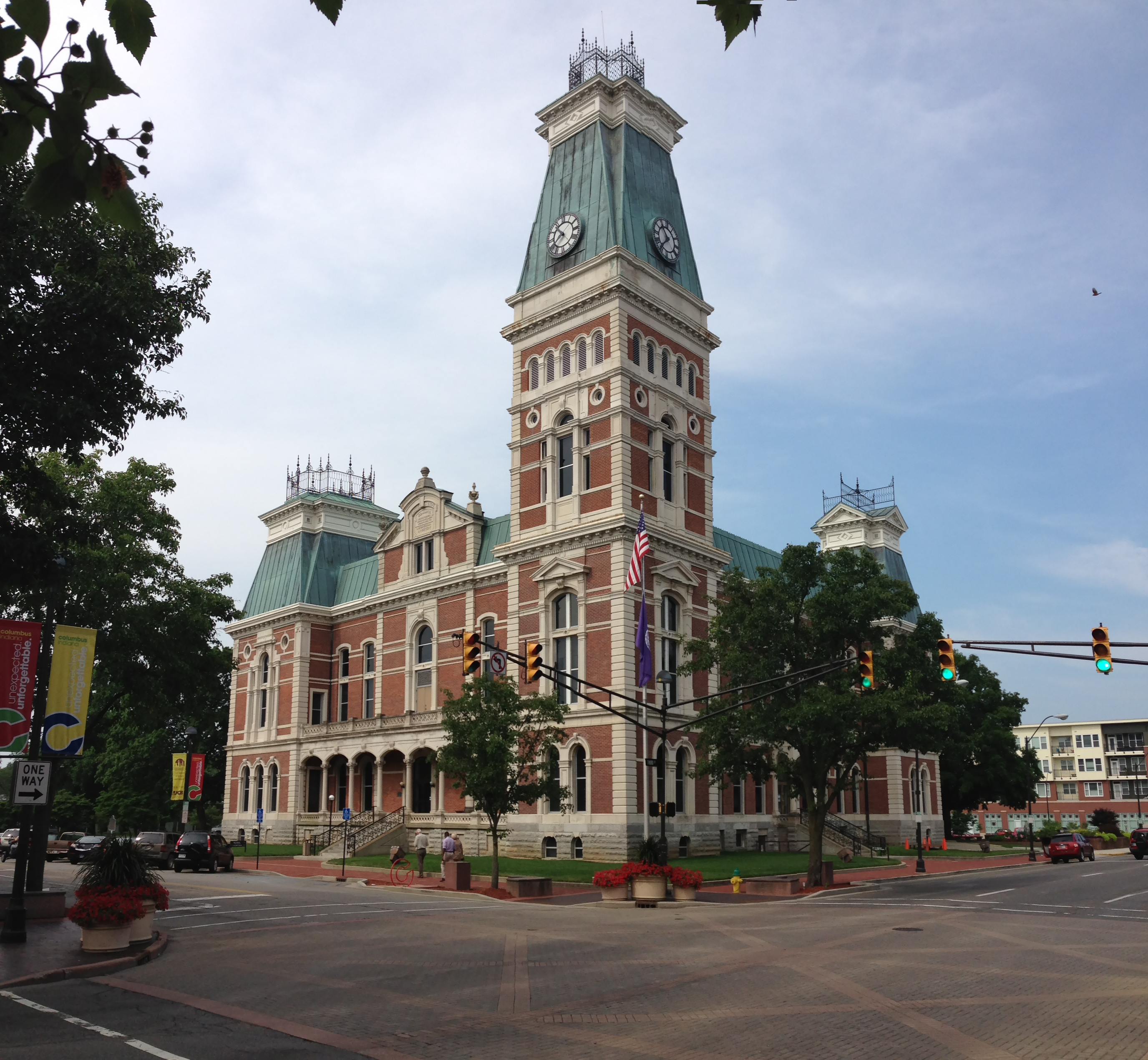
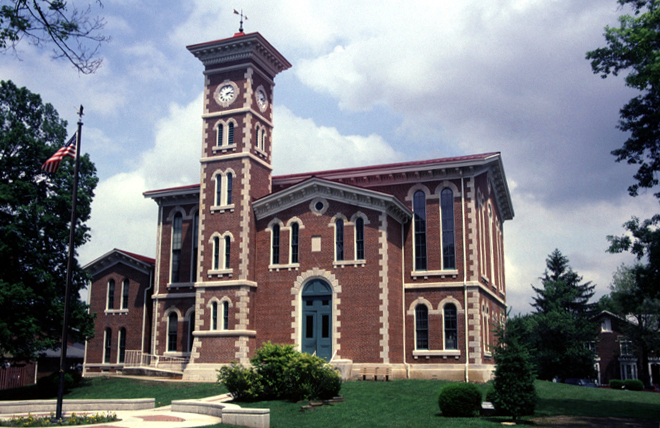
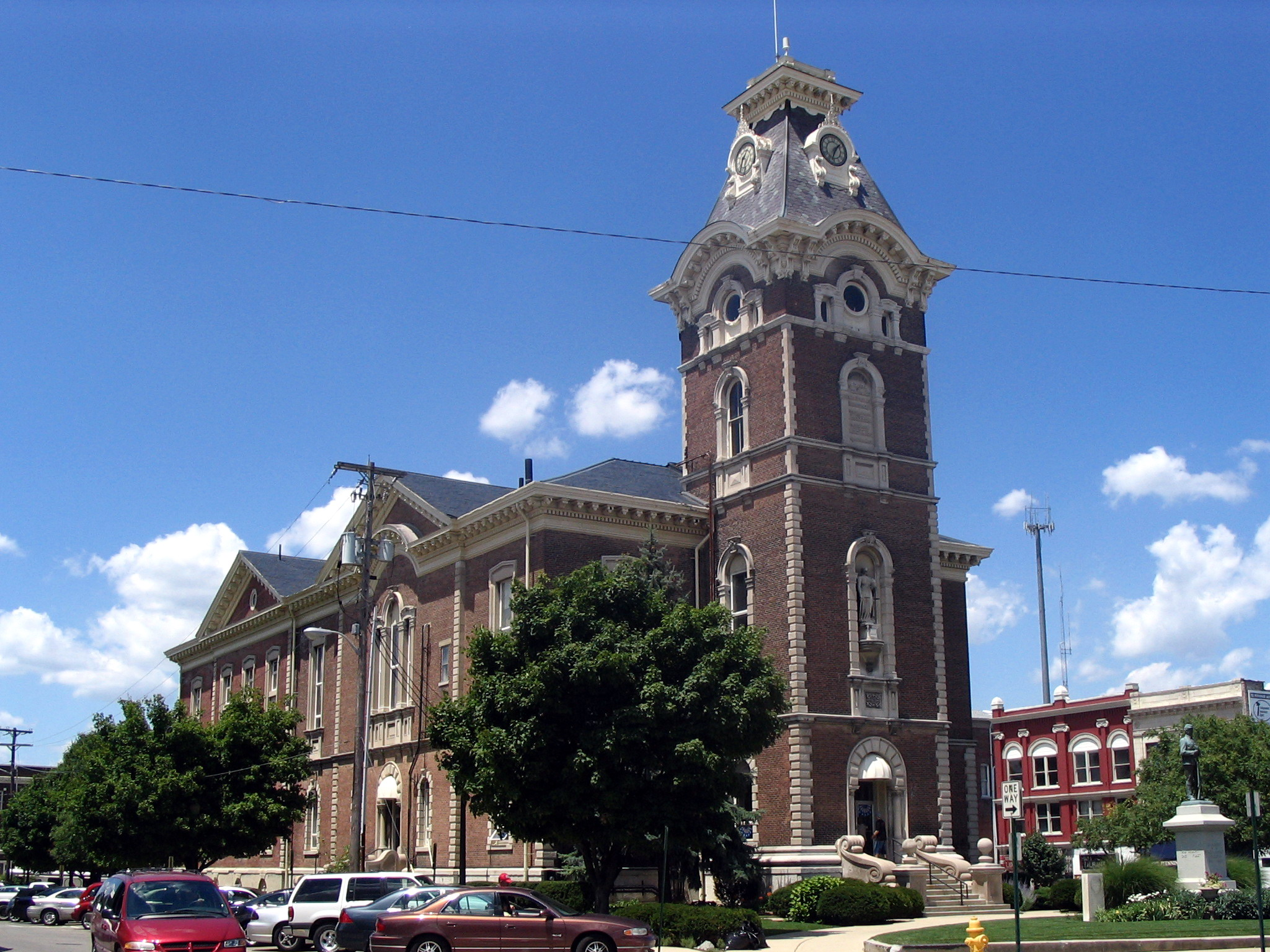
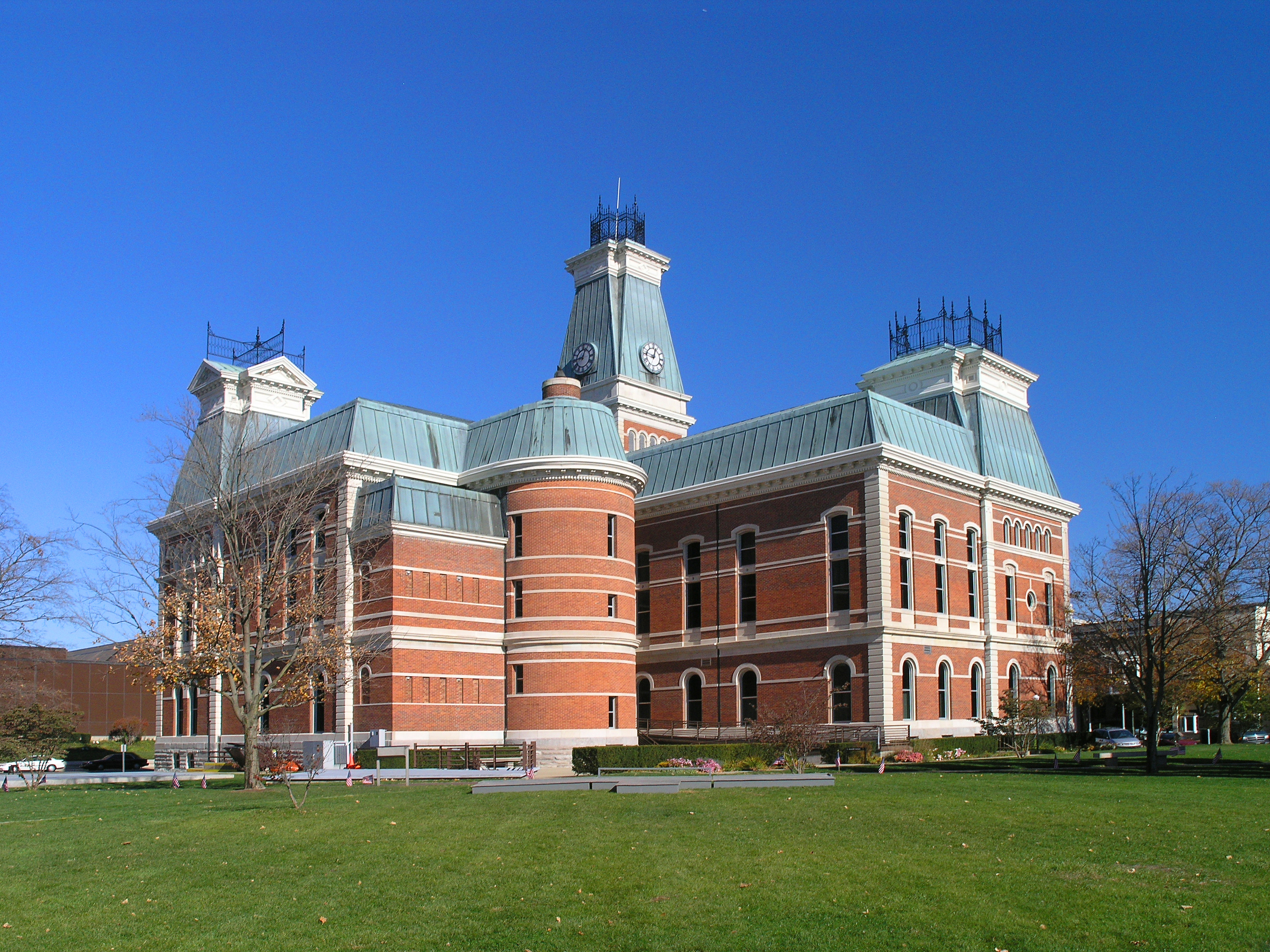